# My way
My Way (eng. Moj put), poznata prvo kao Comme d'habitude, je pjesma koju su skladali Jacques Revaux i Claude François, a tekst su napisali Claude François i Gilles Thibaut. Poznata je po izvedbama Franka Sinatre i Elvisa Presleyja.
Pjesma je bila i temelj Sinatrine doktrine koju je sovjetska vlada Mihaila Gorbačova koristila kao šaljivi opis svoje politike prema susjednim državama Varšavskog pakta.
Pjesmu su izvodili i Robbie Williams, Tom Jones, Sinatra u deutu s Lucianom Pavarottiem, Sid Vicious (u punk inačici), Il Divo (u opernoj inačici) i dr.